# Thylamys elegans
Thylamys elegans is een zoogdier uit de familie van de Didelphidae. De wetenschappelijke naam van de soort werd voor het eerst geldig gepubliceerd door George Robert Waterhouse in 1839.

## Voorkomen
De soort komt voor in Chili.